# Les temps sont durs pour Dracula
Pour les articles homonymes, voir Vampira.
Pour plus de détails, voir Fiche technique et Distribution.
Les temps sont durs pour Dracula (Vampira) est un film britannique de Clive Donner, sorti en 1974.
Il s'agit d'une parodie de films de vampires avec David Niven dans le rôle du comte Dracula.

## Synopsis
Le comte Dracula se fait vieux et se trouve dans l'obligation de faire visiter son château dans le but de trouver de nouvelles victimes. Dans l'espoir de faire revivre Vampira, son amour d'antan, il collecte le sang de plusieurs Playboy Bunnies qui vivent au château. Le sang de l'une d'entre elles va faire que Vampira va revivre, mais avec la peau noire.
Dracula enrôle Marc pour collecter le sang de femmes blanches, mais rien n'y fait. De plus comme elle a mordu Dracula, ce dernier lui aussi devient noir. Marc et sa petite amie Angela cherchent à détruire Dracula, mais ils sont tellement surpris par sa nouvelle couleur de peau qu'il arrive à s'échapper avec Vampira et à attraper un vol pour aller au Carnaval de Rio.

## Fiche technique
Source : IMDb
- Titre original : Vampira
- Titre français : Les temps sont durs pour Dracula ou La Folle Histoire de Vampiror ou Nuit de folie chez les vampires ou Vampire[2]
- Réalisation : Clive Donner
- Scénario : Jeremy Lloyd
- Direction artistique : Philip Harrison
- Costumes : Evangeline Harrison
- Photographie : Anthony B. Richmond
- Son : Claude Hitchcock
- Montage : Bill Butler (en)
- Musique : David Whitaker
- Production : Jack Wiener
- Société de production : World Film Services
- Société de distribution : Royaume-Uni : Columbia-Warner Distributors, États-Unis : American International Pictures
- Pays d'origine :  Royaume-Uni
- Langue originale : anglais
- Format : couleur — 35 mm — 1,85:1 — son mono
- Genre : film fantastique parodique
- Durée : 88 minutes
- Dates de sortie : 
  - Royaume-Uni : 1974
  - France : 1er octobre 1980

## Distribution
Source : IMDb
- David Niven (VF : Jean Louis) : Comte Dracula
- Teresa Graves (VF : Geneviève Hersent) : Comtesse Vampira
- Nicky Henson (en) (VF : Bernard Chaperon) : Marc
- Jennie Linden (VF : Annie Landry) : Angela
- Linda Hayden : Helga
- Andrea Allan : Eve
- Veronica Carlson : Ritva
- Minah Bird : Rose
- Freddie Jones : Gilmore
- Frank Thornton : M. King
- Peter Bayliss (VF : Michel Bardinet) : Maltravers
- Cathie Shirriff : Nancy
- Aimi MacDonald : Pensionnaire de l'hôtel
- Patrick Newell : Pensionnaire de l'hôtel
- Kenneth Cranham : Paddy, le délinquant
- Carol Cleveland : Jane, la victime du délinquant
- Luan Peters : Secrétaire de Pottinger
- Nadim Sawalha : Représentant de la compagnie aérienne
- Marcia Fox : Hôtesse de l'air
- Penny Irving : une Playboy Bunny
- Hoima McDonald : une Playboy Bunny
- Nicola Austin : une Playboy Bunny
- David Rowlands : un ivrogne
- Ben Aris : un policier

## Autour du film
- On y reconnaît trois comédiens ayant participé à la série des Dracula produits par les Studio Hammer avec Christopher Lee : Veronica Carlson (Dracula et les femmes), Linda Hayden (Une messe pour Dracula) et Freddie Jones (Dracula vit toujours à Londres).
- Aux États-Unis, le film fut exploité en double programme sous le titre Old Dracula aux côtés de Frankenstein Junior (Young Frankenstein), sorti la même année.
- Le film a été en compétition lors du Festival international du film fantastique d'Avoriaz 1976[3].

## Analyse
Le principal ressort comique de Les temps sont durs pour Dracula repose sur l'incompatibilité manifeste du personnage de Dracula avec le monde contemporain des années 1970. [citation nécessaire] Symbole d'un conservatisme trop rigide, il ne peut que se « casser les dents » à essayer de s'intégrer dans une société qui, alors, met systématiquement en cause ses valeurs traditionnelles. Bien qu'« exsangue » de tout positionnement politique, Les temps sont durs pour Dracula n'en met pas moins implicitement en évidence combien Dracula est devenu l'incarnation toute trouvée de l'anachronisme poussiéreux. [citation nécessaire] Loin de l'objet de terreur d'antan, il s'avérera d'ailleurs, par la suite, élément systématique de dérision pour des comédies telles que Dracula père et fils (1976) et Le Vampire de ces dames (1979).

## Commentaire
Sans être particulièrement un chef-d'œuvre, Les temps sont durs pour Dracula est une comédie relativement distrayante qui vaut surtout pour la décontraction de sa vedette, David Niven. [citation nécessaire] On notera également le cadre savoureusement démodé de ce Londres du début des années 1970. Il serait en revanche hasardeux de comparer ce titre au remarquable Le Bal des vampires (1967) de Roman Polanski.[citation nécessaire]